# 肖特克里克鎮區 (北達科他州伯克縣)
肖特克里克鎮區（英語：Short Creek Township）是位於美國北達科他州伯克縣的一個鎮區。

## 地方資料
肖特克里克鎮區的面積為111.43平方千米，當中陸地面積為110.79平方千米，而水域面積為0.64平方千米。根據2010年美國人口普查的數據，當地共有人口37人，而人口密度為每平方千米0.33人。